# Johann Anton Brunswick
Johann Anton Brunswick (getauft 26. Dezember 1759 in Hamburg; † 15. November 1825 in Minden) war ein deutscher Kaufmann und Abgeordneter.
Brunswick war der Sohn von Jakob Brunswieg und dessen Ehefrau Metta geborene Hilcken. Er war evangelischer Konfession und mit Anne Dorothee geborene Schröder (* 20. Dezember 1750; † 20. Februar 1835) verheiratet.
Brunswick lebte als Kaufmann in Minden und war dort ab 1808 Vorsteher des Kaufmannskollegiums Minden und Mitglied des Marien-Kirchen-Collegii in Minden.
Vom 2. Juni 1808 bis zum 5. März 1811 war er Mitglied der Reichsstände des Königreichs Westphalen für den Stand der Kaufleute und Fabrikanten im Weser-Departement.